# Agernæs (Krogsbølle Sogn)
 For alternative betydninger, se Agernæs. (Se også artikler, som begynder med Agernæs)
Agernæs er en halvø og en landsby på Nordfyn. Store landområder er heromkring inddæmmet og afvandet. På nordspidsen af halvøen ligger Storskoven med sine karakteristiske høje slanke gamle bøgetræer. Stranden kaldet Flyvesandet består af klitter og områder, hvor skoven vokser helt ud i strandkanten. Havet herudfor er yderst lavvandet, så man næsten kan gå til Æbelø, der ligger kun få kilometer ude. Mod vest ligger fuglereservatet Nærå Strand og mod øst ligger Odense Fjord og Enebærodde.
Før områderne omkring Krogsbølle blev afvandet, var området nordfor fladstrand. Før 1781 var Nærå Strand en del af en større fjord , der strakte sig langt ind i landet syd om Agernæs og nord om Krogsbølle helt ind til Bårdesø og Tørresø. I 1781 fik de nordfynske godser Kørup og Egebjerggård samme ejer; greve G. J. Moltke, som sørgede for at en stor del af fjorden blev tørlagt, Agernæs fælled blev dannet og Nærå Strand fik omtrent den form den har i dag. I starten af 1900 blev kanalerne gravet, og vandet fra området blev pumpet ud i Nærå Strand ved Slusemøllens kraft. Møllen står derude ved Nærå Strand endnu, selvom den ganske vist er noget amputeret i dag, hvor møllevingerne er fjernet, og resten af den er bygget om til sommerhus.
For ca. 50 år siden blev møllen skiftet ud med en elektrisk pumpe, som fungerer den dag i dag, og kanalen blev ved samme lejlighed uddybet. Ved møllen er et sluseanlæg, der sørger for, at vandet ikke løber tilbage i området, og Einsidelsborg pumpelaug sørger for at opkræve vandafgift af de lokale landmænd, så systemet kan opretholdes.
Før i tiden blev områderne mest brugt til græssende kreaturer, men nu er det meste opdyrket.

## Stednavne omkring Agernæs
- Kørup
- Gyngstrup
- Krogsbølle
- Flyvesandet
- Fuglsang
- Bårdesø
- Tørresø
- Fruerlund
- Storskoven
- Einsidelsborg
- Egeby Efterskole